# Grant Jackson (homme politique)
Pour les articles homonymes, voir Grant Jackson et Jackson.
Grant Jackson  (né en 1996) est un homme politique canadien du Manitoba. 
Il est député provincial progressiste-conservateur de la circonscription manitobaine de Spruce Woods de 2023 à sa démission en mars 2025,.
Il est aussi député fédéral conservateur de la circonscription manitobaine de Brandon—Souris depuis 2025,.

## Biographie
Né à Souris au Manitoba, Jackson complète un Bachelor of Arts à l'université de Brandon. Par la suite, il travaille pour le député fédéral conservateur Larry Maguire.

### Politique provinciale
En octobre 2023, il est nommé au cabinet fantôme responsable de Manitoba Hydro et au Conseil de Utilités publiques.